# Девід Діксон (плавець)
Девід Діксон (англ. David Dickson, 20 лютого 1941) — австралійський плавець.
Призер Олімпійських Ігор 1960, 1964 років.